# Красная Поляна (Кущёвский район)
Кра́сная Поля́на — хутор в Кущёвском районе Краснодарского края.
Административный центр Краснополянского сельского поселения.
Население 971 жителей.

## География
Расположен в северной части Приазово-Кубанской равнины.

Хутор расположен на реке Мокрой Чубурке (бассейн Азовского моря), в степной зоне, в 6 км севернее станицы Шкуринская.

## Население
| 2002 | 2010 |
| ---- | ---- |
| 999  | ↘907 |